# Halvard
Halvard  è un nome proprio di persona norvegese maschile.

## Varianti
- Maschili: Hallvard[1], Halvor[1], Halvar, Hallvar

## Varianti in altre lingue
- Islandese: Hallvarður
- Norreno: Hallvarðr[1]
- Svedese: Halvard, Halvar[1]

## Origine e diffusione
Deriva dal nome norreno Hallvarðr, composto da hallr, "roccia", e varðr, "guardiano", "difensore"; il significato complessivo è quindi "guardiano di roccia".
Il primo elemento che compone il nome si ritrova anche in Halldor, mentre il secondo è presente anche in Sigurd e Håvard. Non è invece in alcun modo correlato, nonostante la somiglianza, al nome Alvaro.

## Onomastico
L'onomastico si festeggia il 15 maggio in ricordo di sant'Halvard Vebjørnsson, patrono di Oslo.

## Persone

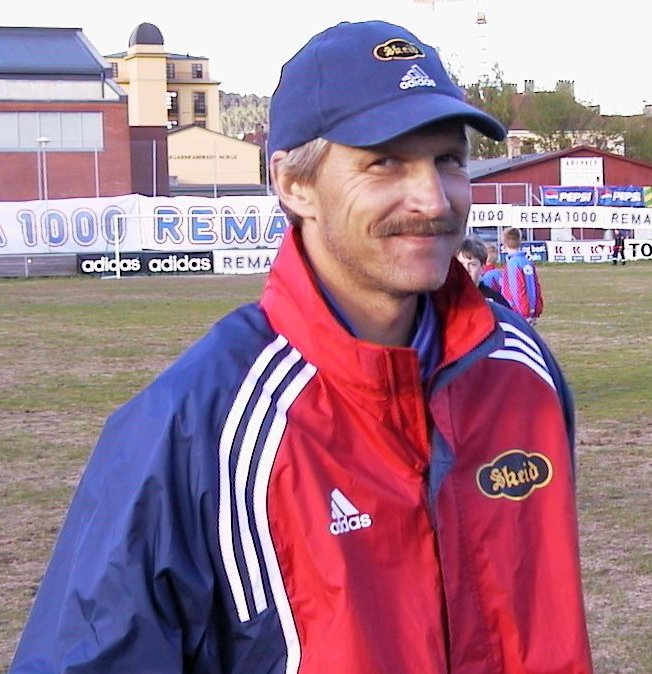
Hallvar Thoresen

- Halvard Hanevold, biatleta norvegese
- Halvard Vebjørnsson, santo norvegese

### Variante Halvor
- Halvor Asphol, saltatore con gli sci norvegese
- Jan Halvor Halvorsen, allenatore di calcio e calciatore norvegese
- Halvor Persson, saltatore con gli sci norvegese
- Halvor Storskogen, calciatore norvegese

### Varianti
- Knut Hallvard Eikrem, calciatore norvegese
- Hallvar Thoresen, allenatore di calcio e calciatore norvegese